# Lancia Flavia
Der Lancia Flavia ist ein Fahrzeug der oberen Mittelklasse, das vom Hersteller Lancia zwischen Herbst 1960 bis Ende 1970 gebaut wurde.
Der Flavia war der erste italienische Serienwagen mit Vorderradantrieb und mit Scheibenbremsen an allen vier Rädern. Das unter Antonio Fessia entwickelte Fahrzeug hatte ein Zweikreis-Bremssystem und wurde von einem Leichtmetall-Boxermotor angetrieben, der vor der Vorderachse platziert war.
Für den Hersteller stellte der Flavia aus mehreren Gründen einen Wendepunkt in der Firmengeschichte dar: Es war das erste Fahrzeug, das die bis zum Jahr 2011 andauernde Tradition des Frontantriebs bei Lancia einläutete. Erstmals verwendete Lancia einen Boxermotor und damit seit 1919 wieder einen Motor in einem Pkw, bei dem die Zylinder nicht V-förmig angeordnet waren. Gleichzeitig war der Flavia, zusammen mit dem Fulvia, der letzte Pkw, der von Lancia völlig eigenständig und vor der Übernahme durch Fiat entwickelt wurde.
Die Formensprache der Limousine galt bereits zu Bauzeiten als konservativ, so dass erst durch das Angebot des 1,8-l-Motors sowie der Einspritzer-Variante 1800 Iniezione das Fahrzeug zu großen Stückzahlen kam. Kurz vor dem Ende der Baureihe folgte noch eine 2,0-l-Maschine als Vergaser- und Einspritzer-Version 2000 Iniezione.

## Flavia Berlina (Limousine)
Als erstes Modell der Baureihe Flavia wurde im November 1960 die Limousine (Berlina) auf der Turiner Automobilausstellung vorgestellt. Der damalige technische Leiter des Unternehmens Lancia, Dr.-Ing. Antonio Fessia, war ein Verfechter des Frontantriebs und des Boxermotors. Dies spiegelte sich in der technischen Realisierung des Flavia wider. Die grundlegenden Konstruktionsmerkmale des Flavia hatte Fessia bereits beim 1947 auf der Pariser Automobilausstellung gezeigten CEMSA F11 der Firma CEMSA Caproni umgesetzt und vorweggenommen, der jedoch nie in Serie produziert wurde.

### Erste Serie (1960–1967)
Die erste Serie der Flavia Limousine (Typ 815) war vorn mit einer durchgehenden Sitzbank und Lenkradschaltung ausgestattet. Die Vorderräder des Flavia waren unabhängig an doppelten Querlenkern aufgehängt und mit einer über dem Getriebe querliegenden Blattfeder gefedert. Die Vorderradaufhängung war an einem Fahrschemel befestigt, der auch die Motor-Getriebe-Einheit trug. Die Hinterräder waren über eine starre Stahlrohrachse, eine Achsstrebe und zwei mit Silentblöcken angelenkten Längsblattfedern mit der Karosserie verbunden. Alle Räder hatten hydraulische Teleskopstoßdämpfer, beide Achsen waren mit Querstabilisatoren ausgestattet. Die Räder wurden über Antriebswellen mit jeweils zwei Gleichlaufgelenken angetrieben. Mit dem ursprünglichen 1500er Motor ausgestattet, galt der Flavia für einen Wagen seiner Preisklasse zunächst als untermotorisiert. Er leistete zwar immerhin 57 kW (78 PS), jedoch war dies Resultat einer spitzen Motorcharakteristik mit geringer Elastizität. Zudem fiel das Leistungsgewicht des 1260 kg schweren Wagens ungünstig aus. Abhilfe schuf erst der 1800-cm³-Motor, der wahlweise ab 1963 angeboten wurde.

### Zweite Serie (1967–1970)

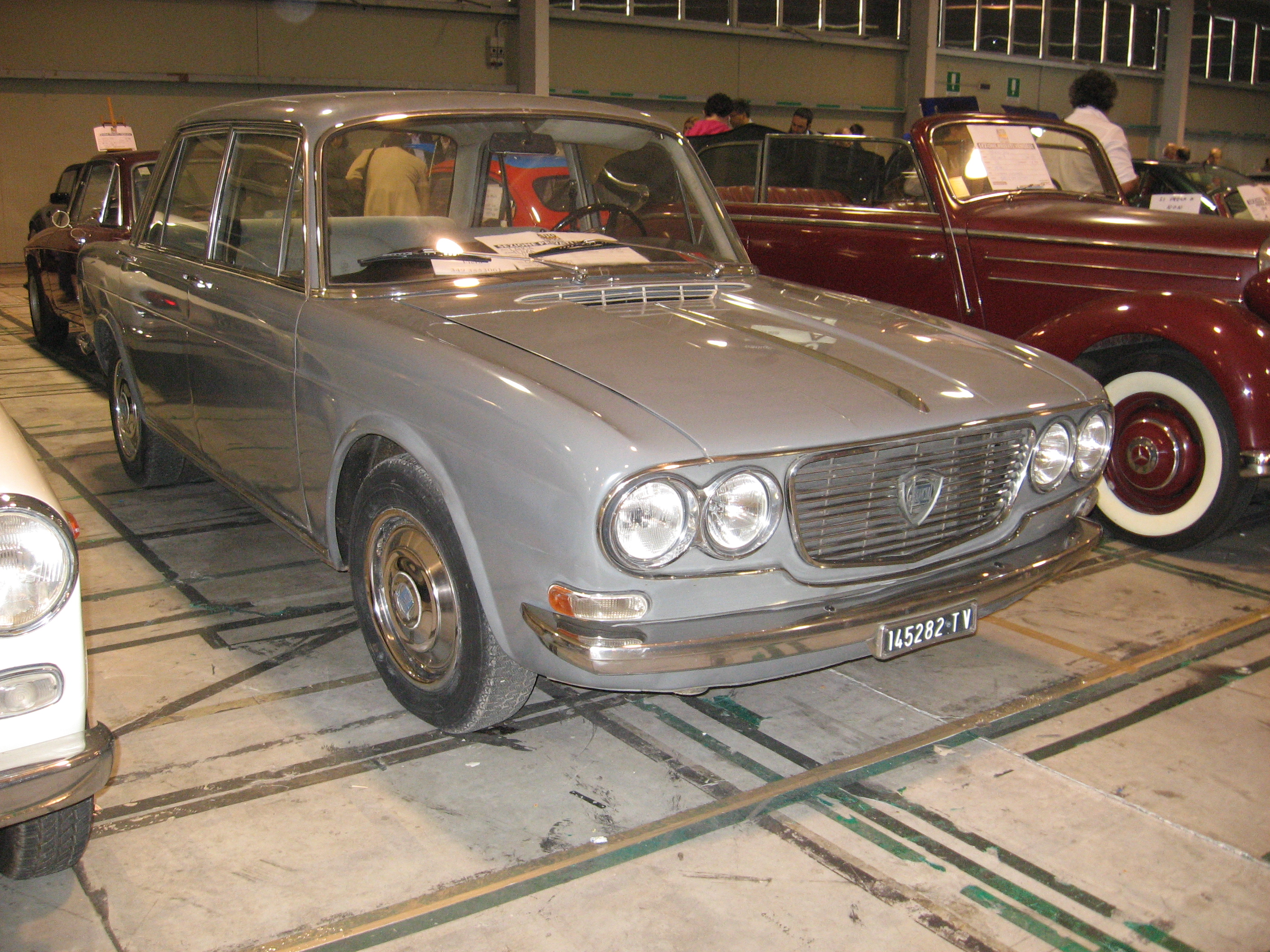
Lancia Flavia Berlina (1967–1970)

Mit Einführung der zweiten Serie im Mai 1967 (Typ 819) wurde die Karosserie der Flavia Limousine neu gezeichnet und erhielt ein anderes Interieur. Statt der Sitzbank gab es zwei Einzelsitze vorn und die Lenkradschaltung wurde durch eine Mittelschaltung ersetzt. Die neue Karosserie ermöglichte eine leichte Erhöhung der Höchstgeschwindigkeit, die nun bei der Vergaserversion 165 und mit Einspritzung 170 km/h betrug.
Ab Anfang 1969 wurde als stärkste Motorisierung der 2,0-Liter-Motor in das Programm aufgenommen. Er leistete mit Vergaser 115 PS (85 kW) und mit Einspritzung Iniezione 125 PS (92 kW). Sie erreichten eine Spitzengeschwindigkeit von 175 bzw. 180 km/h.
Die Flavia Limousine diente als technische Basis für alle später vorgestellten weiteren Modell-Varianten des Flavia. Ende 1970 lief die Produktion der Limousine aus.

## Flavia Coupé
Auf Basis der Limousine, jedoch mit einem auf 2480 mm verkürzten Radstand, erschien im Frühjahr 1962 das Flavia Coupé. 
Verantwortlich für Entwurf und Produktion der Karosserie war Pininfarina. Das Coupé hat eine zweitürige Stufenheck-Karosserie, bot vier Sitzplätze und wog etwa 200 kg weniger als die Limousine.
Anfang 1969 wurde das Coupé überarbeitet. Es erhielt eine geänderte Front sowie ein leicht modifiziertes Heck. Zudem wurde der Hubraum der 1,5- und 1,8-Liter-Motoren leicht angehoben. Mit der Modellpflege gab es auch hier die 2,0-l-Motoren mit Vergaser oder Einspritzung, deren Leistungen denen in der Limousine entsprachen. Hier lag die Höchstgeschwindigkeit des Einspritzers bei 185 km/h.
Die Produktion des Coupés wurde zum Jahresende 1970 eingestellt.

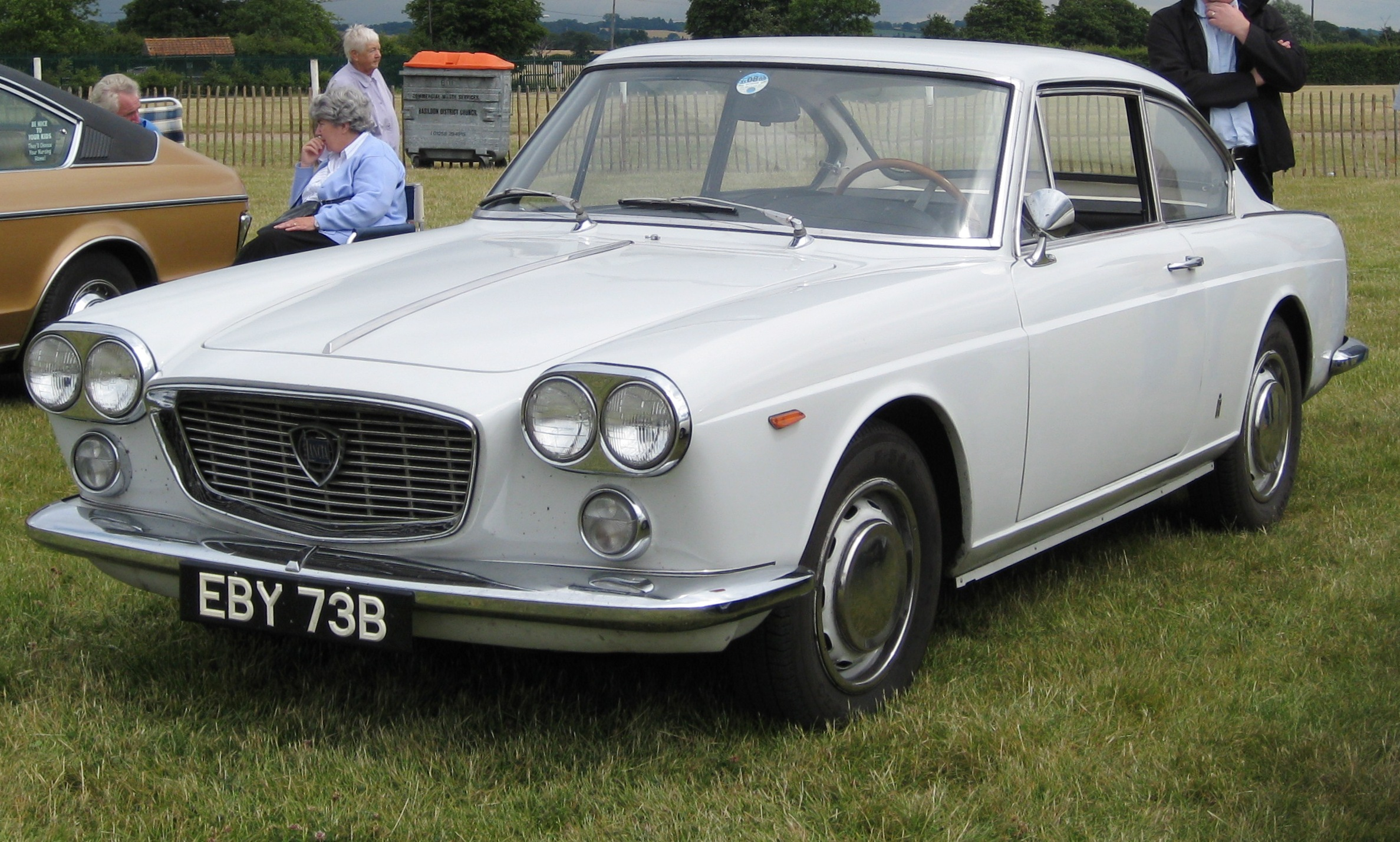
Lancia Flavia Coupé (1962–1969)
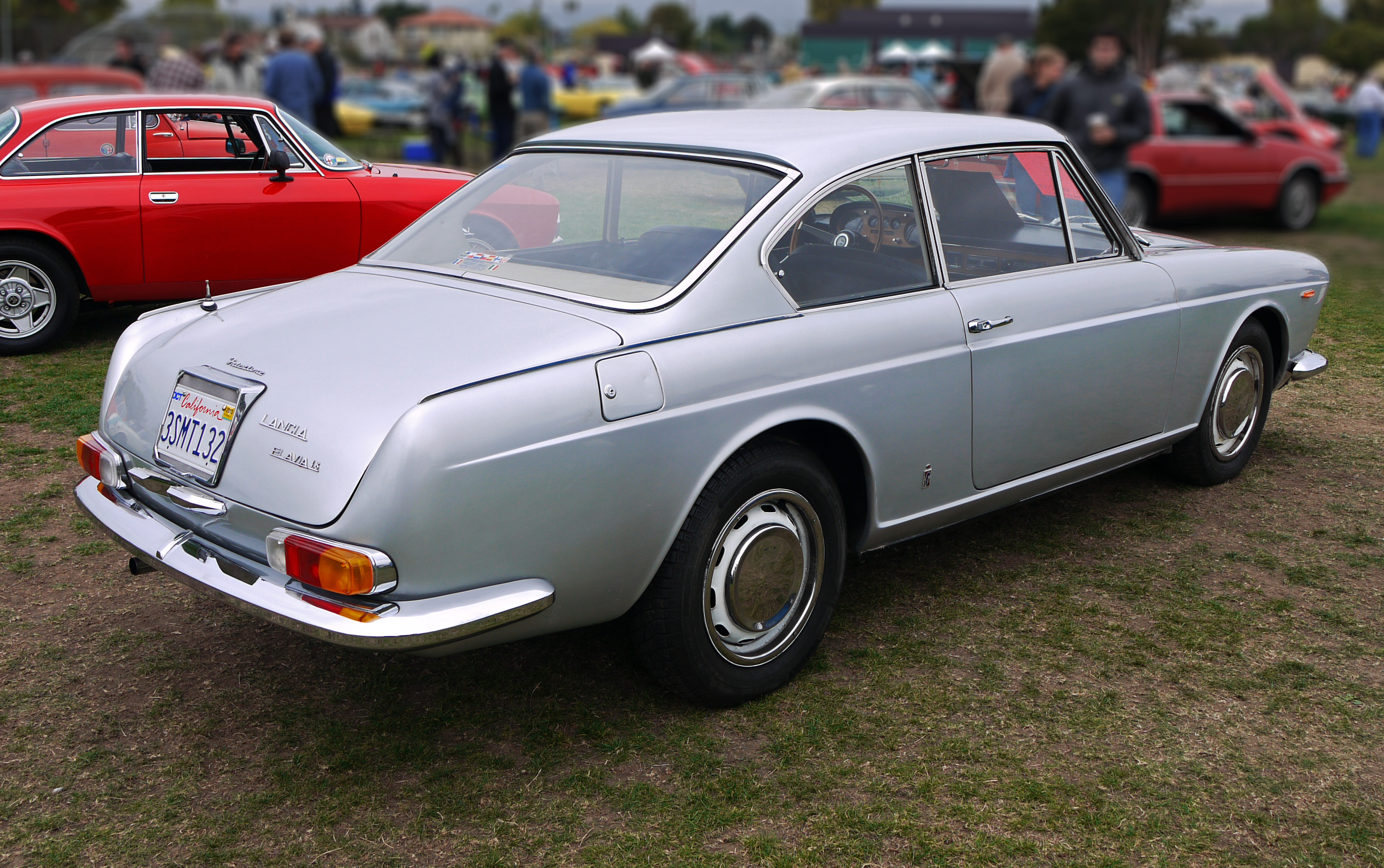
Heckansicht
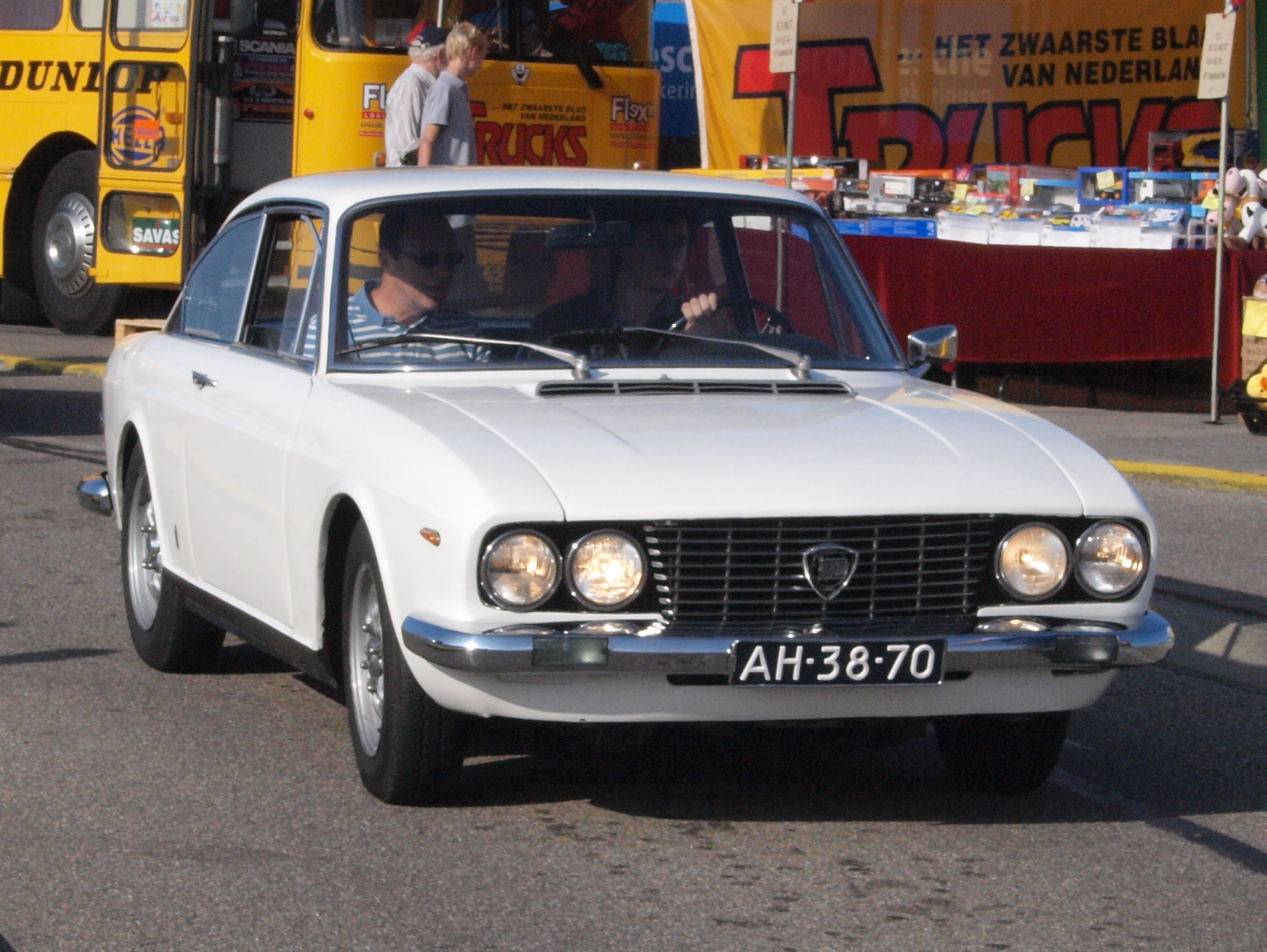
Lancia Flavia Coupé (1969–1970)

## Flavia Sport
Von Juni 1962 bis Mai 1967 wurde eine zweite Coupé-Variante angeboten, der Lancia Flavia Sport. Sie ist heute umgangssprachlich als Flavia Zagato bekannt.
Der Flavia Sport wurde von Zagato entworfen und gefertigt und war vor allem für den Renneinsatz entwickelt worden.
Zusätzlich zum Kofferraumdeckel verfügt der Sport über eine von innen per Knopfdruck separat einige Zentimeter öffnende Heckscheibe. Die Außenhaut der Karosserie besteht vollständig aus Aluminium.

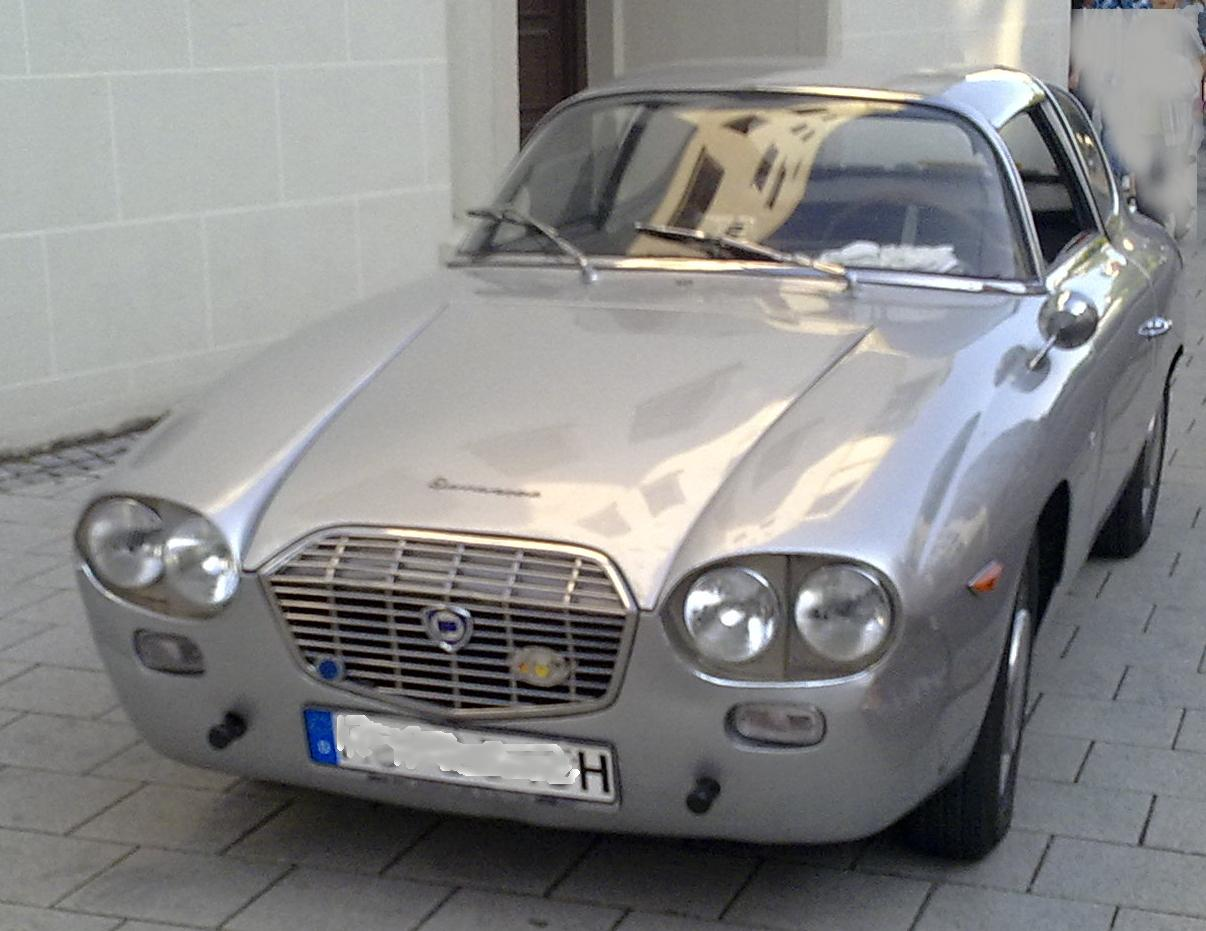
Lancia Flavia Sport „Zagato“ (1962–1967)
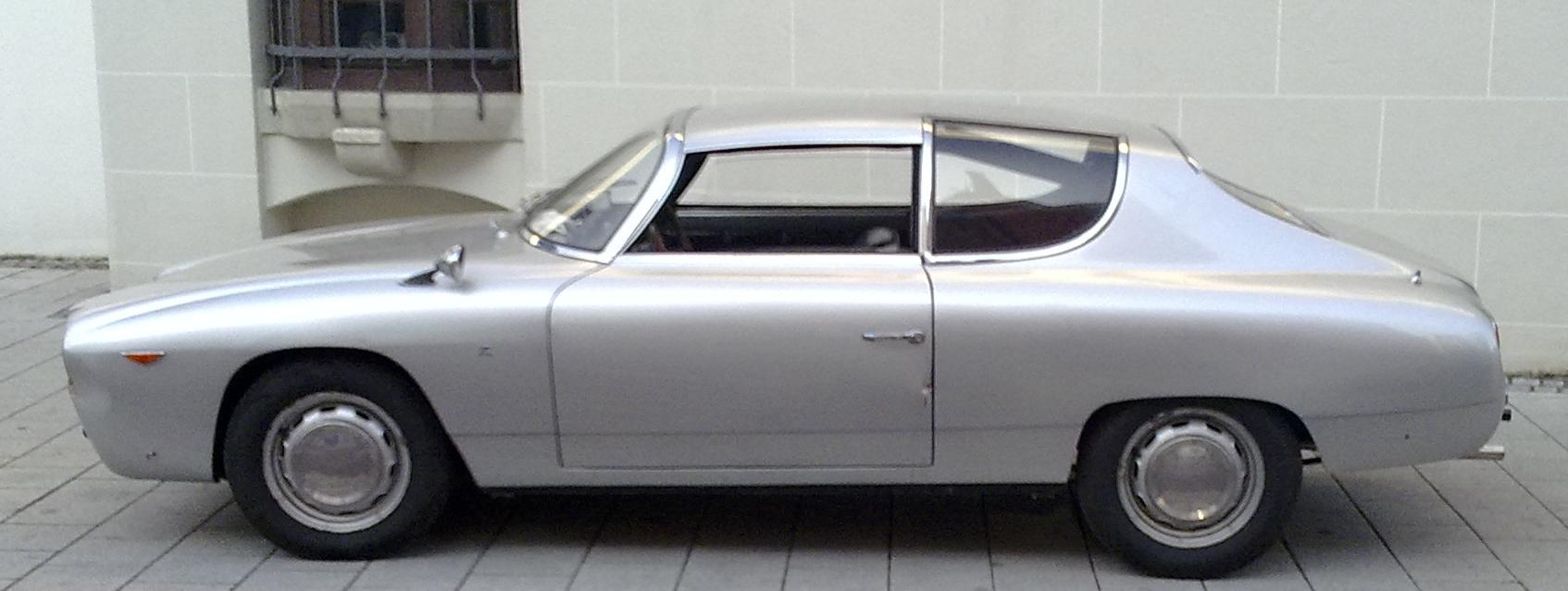
Seitenansicht
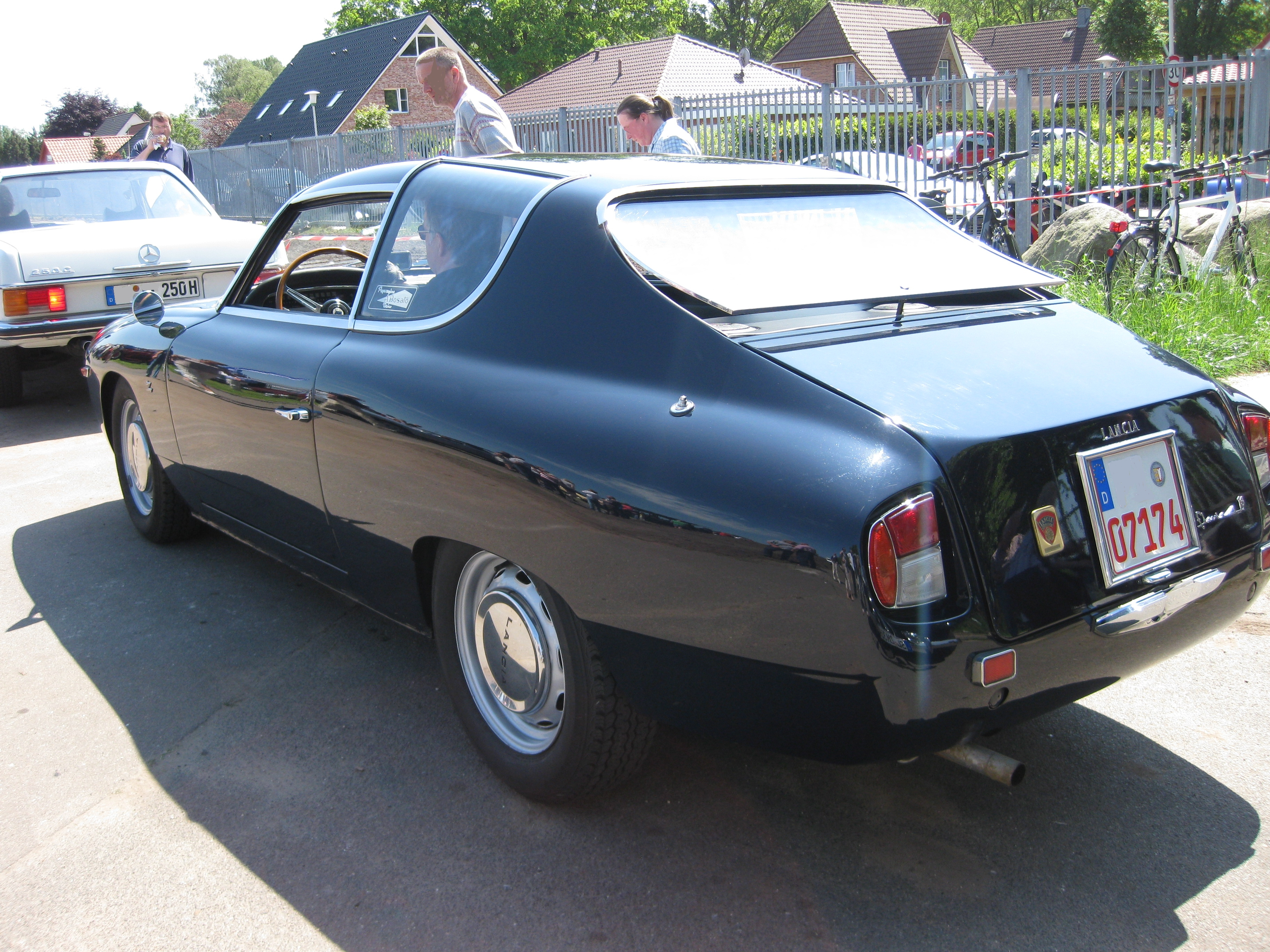
Besonderes Merkmal: die liftbare Heckscheibe
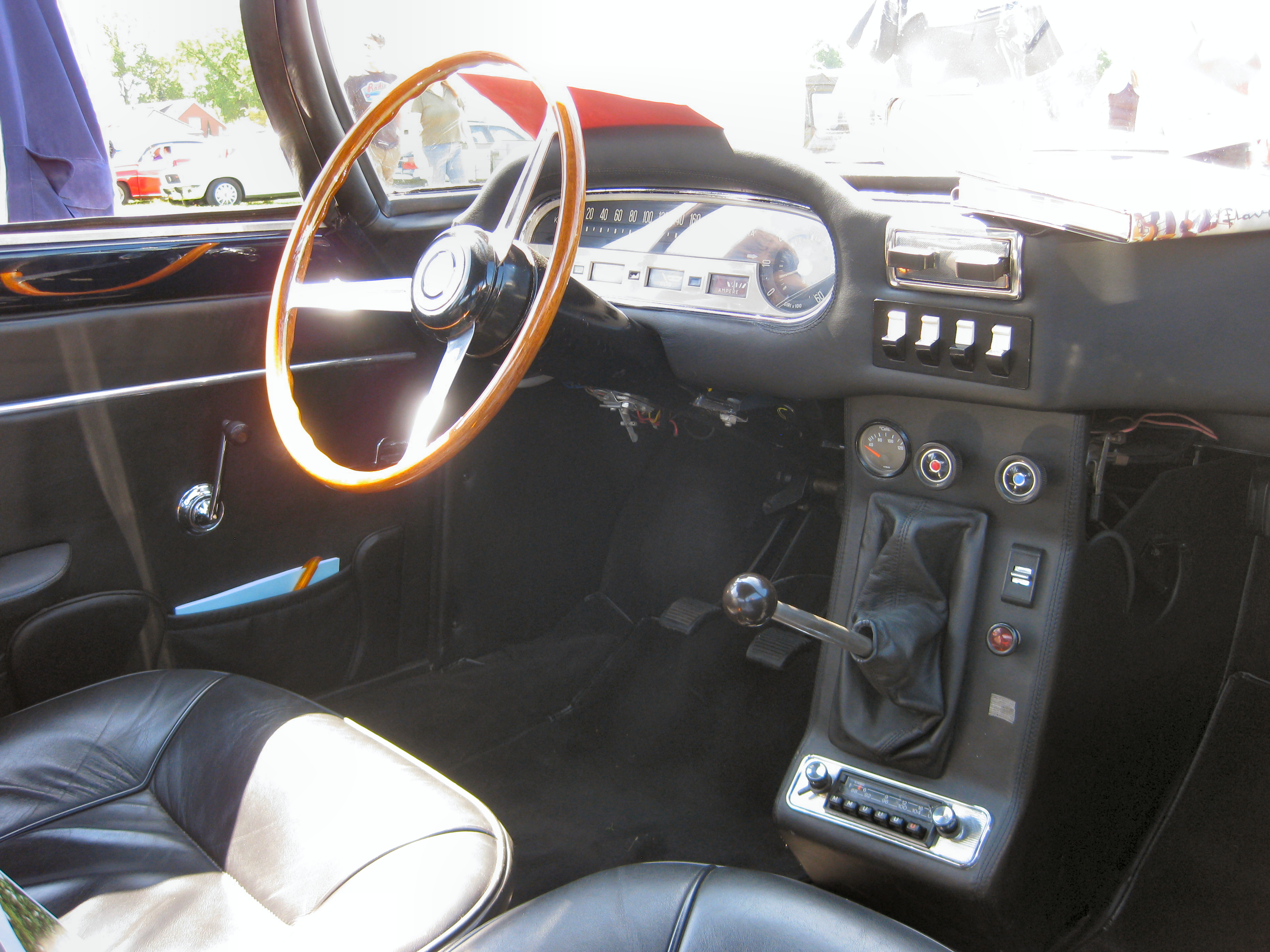
Cockpit

## Flavia Cabriolet
Unter der offiziellen deutschen Verkaufsbezeichnung Flavia Cabriolet (Italien: Convertibile) war ab Juni 1962 auch eine offene Version erhältlich. 
Das von Michelotti entworfene und von Vignale gebaute Fahrzeug wurde bis Mai 1967 produziert und bot wie das Flavia Coupé vier Sitzplätze.

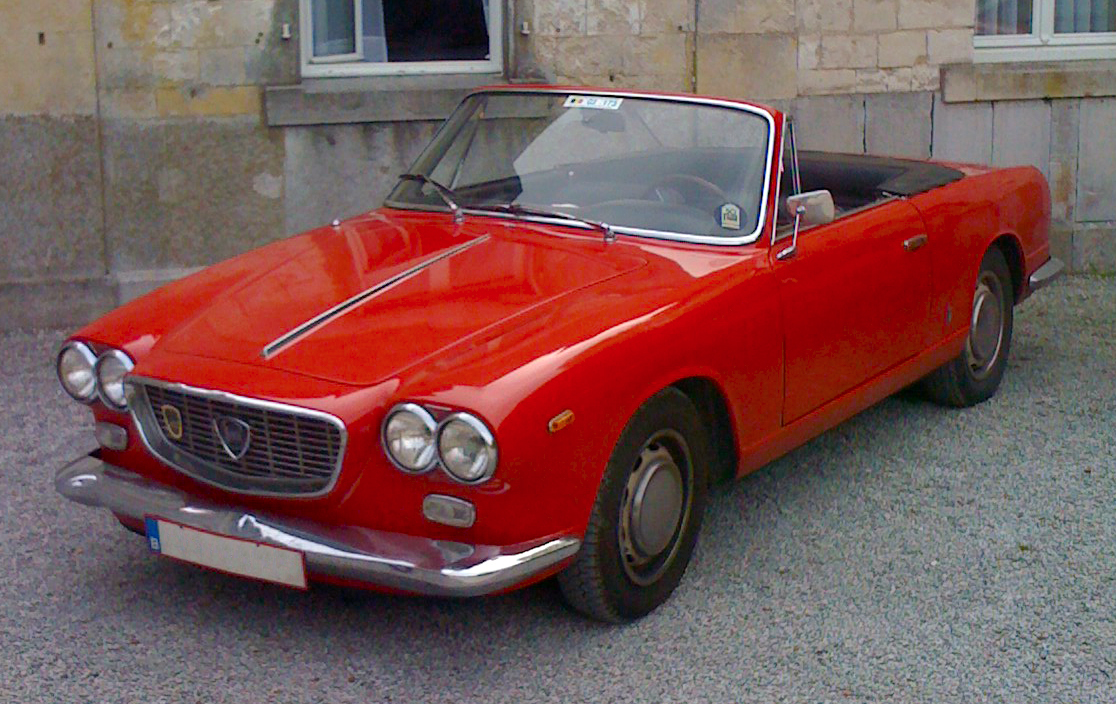
Lancia Flavia Convertibile (1962–1967)

## Motoren
| Modell               | Jahr      | Motor                        | Hubraum  | PS     | Kraftstoffsystem |
| -------------------- | --------- | ---------------------------- | -------- | ------ | ---------------- |
| Berlina              | 1960–1962 | Vierzylinder-Boxermotor, OHV | 1500 cm³ | 78 PS  | Vergaser         |
| Coupé, Cabrio, Sport | 1962–1963 | Vierzylinder-Boxermotor, OHV | 1500 cm³ | 90 PS  | Doppelvergaser   |
| 1500                 | 1963–1968 | Vierzylinder-Boxermotor, OHV | 1488 cm³ | 76 PS  | Vergaser         |
| 1800                 | 1963–1968 | Vierzylinder-Boxermotor, OHV | 1800 cm³ | 92 PS  | Vergaser         |
| 1800 Sport           | 1963–1967 | Vierzylinder-Boxermotor, OHV | 1800 cm³ | 105 PS | Doppelvergaser   |
| 1800 Iniezione       | 1965–1968 | Vierzylinder-Boxermotor, OHV | 1800 cm³ | 102 PS | Einspritzer      |
| 1500                 | 1969–1970 | Vierzylinder-Boxermotor, OHV | 1490 cm³ | 80 PS  | Vergaser         |
| 1800                 | 1969–1970 | Vierzylinder-Boxermotor, OHV | 1816 cm³ | 92 PS  | Vergaser         |
| 2000                 | 1969–1970 | Vierzylinder-Boxermotor, OHV | 1991 cm³ | 115 PS | Vergaser         |
| 2000 Iniezione       | 1969–1970 | Vierzylinder-Boxermotor, OHV | 1991 cm³ | 125 PS | Einspritzer      |

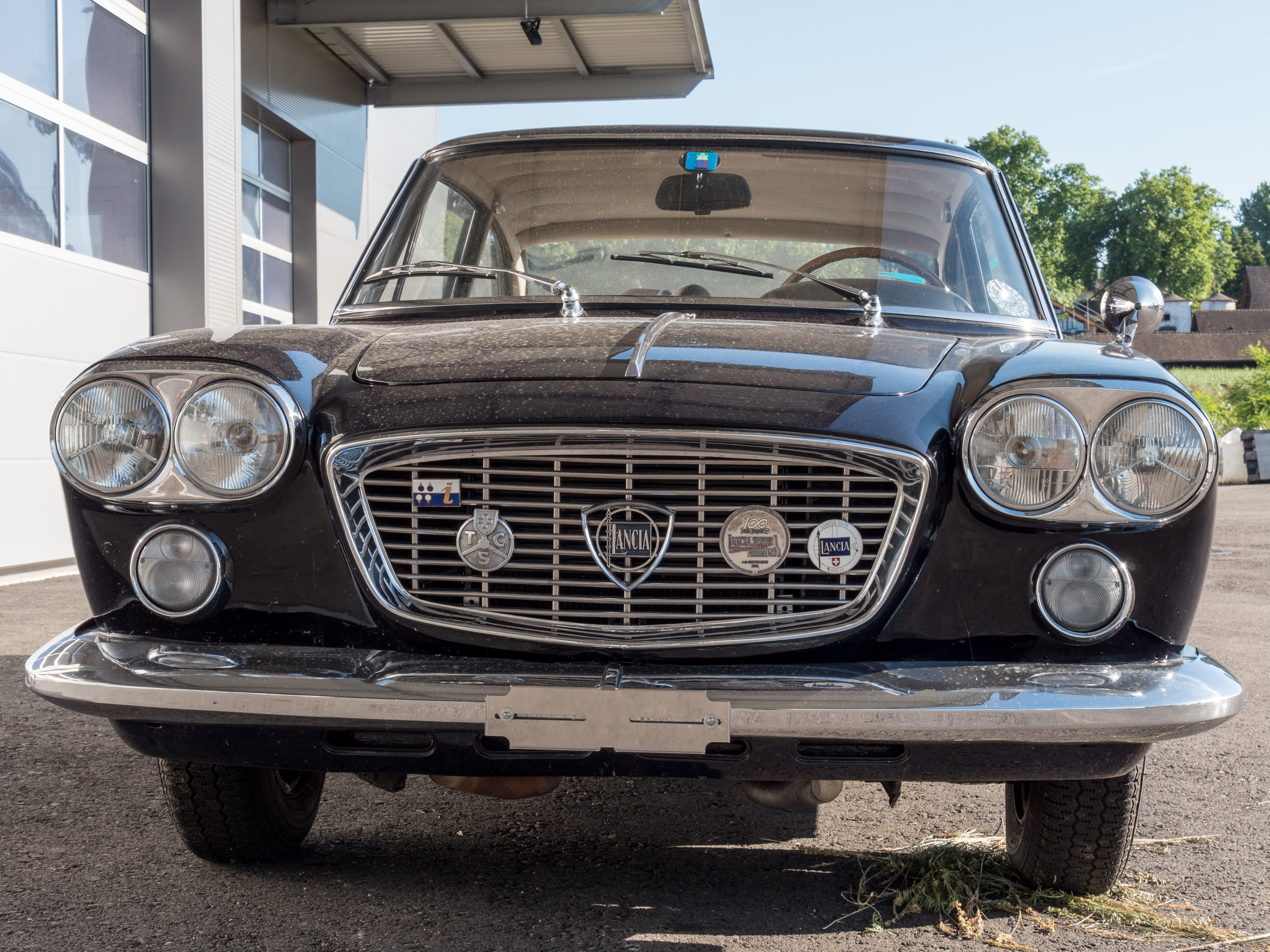
Lancia Flavia 1.8 Iniezione Coupé (1965 - 1968)

Der 1800 Iniezione war sehr früh bereits mit einer mechanischen Kugelfischer-Einspritzanlage ausgerüstet, die zu dieser Zeit im Motorsport verbreitet war, aber auch bei sportlichen Serien-Automobilen wie dem Peugeot 404 Injection, dem BMW 2002 tii, dem BMW M1, dem Ford Capri 2600 RS oder dem Peugeot 504 TI eingesetzt wurde.

## Nachfolger

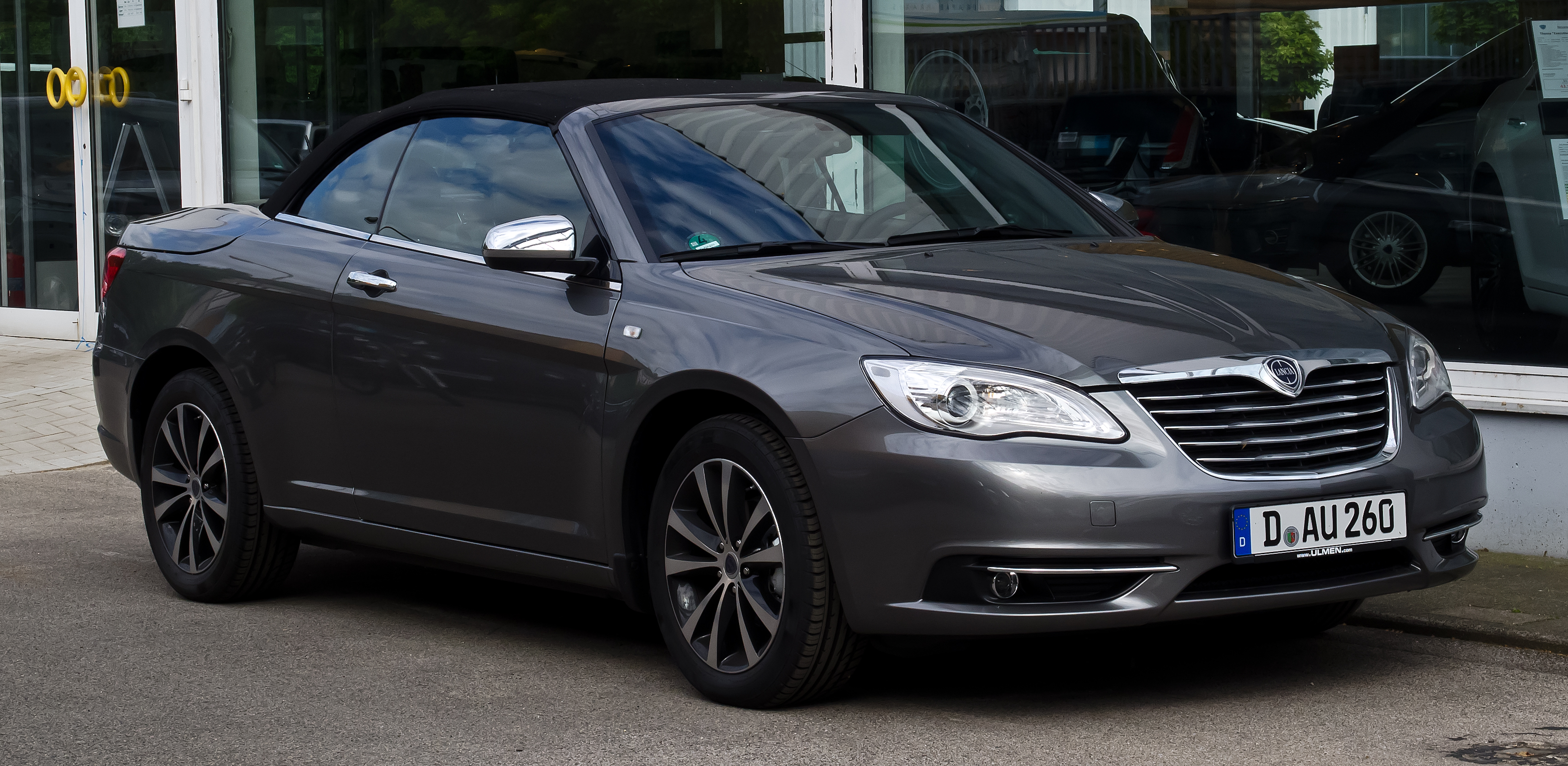
Eigentlich ein Chrysler 200: Lancia Flavia (2012)

Zwischen Herbst 1960 und Ende 1970 wurden 41.114 Exemplare verkauft. Nachfolger von Limousine und Coupé war der Lancia 2000.
Nach der Fusion von Chrysler und Fiat im Jahr 2009 wurden einige Chrysler-Modelle in Europa unter der Markennamen Lancia vertrieben. In diesem Zusammenhang wurde der Chrysler 200 – in den USA bestehend aus einer viertürigen Stufenhecklimousine und einem Cabriolet – in Europa als Cabriolet mit Stoffverdeck von Mitte 2012 bis Herbst 2014 als Lancia Flavia angeboten.